# Esparron (Haute-Garonne)
Esparron település Franciaországban, Haute-Garonne megyében. Lakosainak száma 42 fő (2022. január 1.). Esparron Cassagnabère-Tournas, Castéra-Vignoles, Escanecrabe, Lilhac és Saint-André községekkel határos.

## Népesség
A település népességének változása:
| Lakosok száma | 95   | 55   | 46   | 47   | 64   | 59   | 57   | 47   | 42   | 42   |
|               | 1968 | 1982 | 1990 | 2006 | 2013 | 2015 | 2017 | 2019 | 2020 | 2022 |